# マイケル・ピット
マイケル・ピット（Michael Pitt, 1981年4月10日 - ）は、アメリカ合衆国ニュージャージー州出身の俳優。本名のマイケル・カルメン・ピット（Michael Carmen Pitt）でクレジットされることもある。

## プロフィール
ウェストオレンジで4人兄弟の末っ子として生まれる。俳優になるために16歳でニューヨークに出てきたが、その時は無一文であったという。バイク便の配達員として働きながら1999年にオフ・ブロードウェイの舞台にデビュー。2000年にはテレビシリーズ『ドーソンズ・クリーク』に出演。翌年、ヒットした舞台の映画化『ヘドウィグ・アンド・アングリーインチ』に出演して知られるようになる。
ガス・ヴァン・サント監督の『ラストデイズ』において、1990年代初頭のグランジの筆頭であった、ニルヴァーナのフロントマン、カート・コバーンをベースとした人物、ブレイク役に抜擢される。すべての歌・ギターいずれも、非常にカートを彷彿させるものであった。また、その撮影現場でソニックユースのフロントマン、サーストン・ムーアと出会い、親しくなる。
ミュージシャンでもあり、バンド「Pagoda」で2006年にデビューした。

## 主な出演作品
| 公開年 | 邦題 原題                                                                | 役名                             | 備考                           |
| ------ | ------------------------------------------------------------------------ | -------------------------------- | ------------------------------ |
| 1998   | 54 フィフティ★フォー 54                                                  | ダンスの生徒                     | クレジットなし                 |
| 2000   | 小説家を見つけたら Finding Forrester                                     | ジョン                           |                                |
| 2001   | ヘドウィグ・アンド・アングリーインチ Hedwig and the Angry Inch           | トミー・ノーシス                 |                                |
| 2001   | BULLY ブリー Bully                                                       | ドニー                           |                                |
| 2002   | 完全犯罪クラブ Murder by Numbers                                         | ジャスティン・ペンデルトン       |                                |
| 2002   | ドリーマーズ Dreamers                                                    | マシュー                         |                                |
| 2004   | サラ、いつわりの祈り The Heart Is Deceitful Above All Things             | バディ                           |                                |
| 2004   | ヴィレッジ The Village                                                   | フィントン・コイン               |                                |
| 2005   | ラストデイズ Last Days                                                   | ブレイク                         |                                |
| 2007   | シルク Silk                                                              | エルヴェ                         |                                |
| 2008   | ファニーゲーム U.S.A. Funny Games U.S.                                   | ポール                           |                                |
| 2012   | セブン・サイコパス Seven Psychopaths                                     | ラリー                           |                                |
| 2014   | アイ・オリジンズ I Origins                                               | イアン                           |                                |
| 2015   | アスファルト Macadam Stories                                             | ジョン・マッケンジー             |                                |
| 2015   | クリミナル・ミッション Criminal Activities                               | ザック                           | 兼製作総指揮                   |
| 2016   | クリミナル 2人の記憶を持つ男 Criminal                                    | ヤン・ストループ                 |                                |
| 2017   | ゴースト・イン・ザ・シェル Ghost in the Shell                            | クゼ・ヒデオ                     | マイケル・カルメン・ピット名義 |
| 2018   | 唐人街探偵 NEW YORK MISSION Detective Chinatown 2                        | ジェームズ・スプリングフィールド |                                |
| 2020   | ラストデイズ・オブ・アメリカン・クライム The Last Days of American Crime | ケヴィン・キャッシュ             | Netflixオリジナル映画          |
| 2023   | レプタイル -蜥蜴- Reptile                                                |                                  | Netflixオリジナル映画          |

### テレビシリーズ
| 公開年    | 邦題 原題                                                  | 役名                             | 備考                          |
| --------- | ---------------------------------------------------------- | -------------------------------- | ----------------------------- |
| 1998      | ロー&オーダー Law & Order                                  | アンディ                         | シーズン8 第17話 "身勝手な男" |
| 1999-2000 | ドーソンズ・クリーク Dawson's Creek                        | ヘンリー・パーカー               | 計15話出演                    |
| 2002      | LAW & ORDER:性犯罪特捜班 Law & Order: Special Victims Unit | ハリー・ベイカー                 | シーズン3 第13話 "完璧な証拠" |
| 2010-2011 | ボードウォーク・エンパイア 欲望の街 Boardwalk Empire       | ジェームズ・“ジミー”・ダーモディ | 計24話出演                    |
| 2014      | ハンニバル (ドラマ) Hannibal                               | メイスン・ヴァージャー           | 計3話出演                     |